# Donavan Grondin
Donavan Vincent Grondin (ur. 26 września 2000 w Saint-Pierre) – francuski kolarz torowy i szosowy, brązowy medalista olimpijski i dwukrotny medalista torowych mistrzostw świata.

## Kariera
Pierwszy sukces w karierze osiągnął w 2015 roku, kiedy zdobył złoty medal w wyścigu ze startu wspólnego na mistrzostwach Francji juniorów. Na rozgrywanych trzy lata później torowych mistrzostwach świata juniorów zdobył złoty medal w omnium i srebrny w drużynowym wyścigu na dochodzenie. W 2021 roku wystartował na mistrzostwach świata w Roubaix, gdzie zwyciężył w scratchu. W zawodach tych wyprzedził Belga Tuura Densa i Rhysa Brittona z Wielkiej Brytanii. Brał też udział w igrzyskach olimpijskich w Tokio, w parze z Benjaminem Thomasem zdobywając brązowy medal w madisonie. Podczas rozgrywanych w 2022 roku mistrzostw świata w Yvelines Thomas i Grondin zdobyli złoty medal w madisonie.